# Johannes Hevelius
Johannes Hevelius, polsk: Jan Heweliusz (født 28. januar 1611, død 28. januar 1687) var en astronom, som blandt andet foretog den første detaljerede kortlægning af månen. Johannes Hevelius blev født i Gdańsk i Polen og var også kendt under navnene Jan Heweliusz (polsk) og Johannes Hewel (tysk).
Johannes Hevelius var også en brygger. Han boede og døde i Gdańsk i Polen. I sit observatorium i Gdańsk var han vært for den polske konge Johan Sobieski flere gange. Johannes Hevelius blev begravet i Sankt Katharina Kirke i Gdańsk. Hans gravsten er bevaret i god stand.
Der er et astronommonument i den gamle bydel i Gdansk.